# Rajon Cahul
Der Rajon Cahul ist ein Rajon in der Republik Moldau. Die Rajonshauptstadt ist Cahul.

## Geographie
Der Rajon liegt im äußersten Südwesten des Landes. Im Westen verläuft die Staatsgrenze zu Rumänien entlang des Flusses Pruth. Nahe dessen Mündung in die Donau liegt mit Giurgiulești die südlichste Stadt Moldaus, in der sich auch der einzige Zugang zur Donau mit einem für Seeschiffe erreichbaren Hafen befindet. Der Beleu-See ist der größte nicht künstlich angelegte See des Landes. Im Südosten besteht ein schmaler Grenzabschnitt des Rajons zur Ukraine. Im Norden grenzt der Rajon Cahul an den Rajon Cantemir und im Westen an den Rajon Taraclia und das Autonome Gebiet Gagausien.

## Geschichte
Der Rajon Cahul besteht seit 2003. Bis Februar 2003 gehörte das Gebiet gemeinsam mit den heutigen Rajons Cantemir und Taraclia zum inzwischen aufgelösten Kreis Cahul (Județul Cahul).

## Bevölkerung

### Bevölkerungsentwicklung
1959 lebten im Gebiet des heutigen Rajons 78.142 Einwohner. In den darauf folgenden Jahrzehnten stieg die Zahl der Einwohner kontinuierlich an: von 100.978 im Jahr 1970 über 114.381 im Jahr 1979 bis zu 122.008 im Jahr 1989. Bis 2004 sank wie in ganz Moldau die Bevölkerungszahl des Rajons, die in jenem Jahr 119.231 betrug. 2014 war sie auf 105.324 gesunken.

### Volksgruppen
Laut der Volkszählung 2004 stellen die Moldauer mit 76,3 % die anteilsmäßig größte Volksgruppe im Rajon Cahul, gefolgt von den Ukrainern mit 6,6 %, den Russen mit 6,5 %, den Bulgaren mit 4,9 %, den Gagausen mit 3,1 % und den Rumänen mit 1,8 %. Das Hauptsiedlungsgebiet der ukrainischen Volksgruppe liegt im Osten des Rajons an der Grenze zum Rajon Taraclia. Die Russen leben vor allem im Gebiet rund um die Hauptstadt.

## Städte und Gemeinden
Der Rajon Cahul besteht aus einer Stadt und 36 Gemeinden.
Städte:
- Cahul

Gemeinden
- Alexandru Ioan Cuza
- Alexanderfeld
- Andrușul de Jos
- Andrușul de Sus
- Badicul Moldovenesc
- Baurci-Moldoveni (Români)
- Borceag
- Bucuria
- Burlacu
- Burlăceni
- Brânza
- Chioselia Mare
- Colibași
- Crihana Veche
- Cucoara
- Câșlița-Prut
- Doina
- Găvănoasa
- Giurgiulești
- Huluboaia
- Iujnoe
- Larga Nouă
- Lebedenco
- Lopățica
- Lucești
- Manta
- Moscovei
- Pelinei
- Roșu
- Slobozia Mare
- Taraclia de Salcie
- Tartaul de Salcie
- Tătărești
- Vadul lui Isac
- Văleni
- Zârnești